# Agence Cupidon
Pour plus de détails, voir Fiche technique et Distribution.
Agence Cupidon (titre original : The Model and the Marriage Broker) est un film américain en noir et blanc réalisé par George Cukor, sorti en 1951.

## Synopsis
Mae Swasey est la directrice d'une agence matrimoniale. Sa spécialité est la suivante : provoquer une rencontre amoureuse opportune entre deux personnes totalement opposées afin qu'elles convolent en justes noces. Sa nouvelle cible est Kitty Bennett, une top model qui vit une histoire d'amour malheureuse avec un homme marié. Dès lors, Mae décide de résoudre ce problème en s'arrangeant que Kitty rencontre un jeune homme célibataire, Matt. Leur idylle naît mais Kitty ignore que Mae a tout organisé entre eux.

## Fiche technique
- Titre original : The Model and the Marriage Broker
- Titre français : Agence Cupidon
- Réalisation : George Cukor
- Scénario : Charles Brackett, Walter Reisch et Richard L. Breen
- Photographie : Milton R. Krasner
- Musique : Cyril J. Mockridge
- Pays de production : États-Unis
- Société de production : Twentieth Century Fox Film Corporation
- Format : Noir et blanc - 1,37:1 - Mono
- Genre : comédie romantique
- Durée : 103 minutes
- Dates de sortie : 
  - États-Unis : novembre 1951
  - France : 14 août 1952

## Distribution
- Jeanne Crain : Kitty Bennett
- Scott Brady : Matt Hornbeck
- Thelma Ritter : Mae Swasey
- Zero Mostel : George Wixted
- Michael O'Shea : Doberman
- John Alexander : M. Perry
- Jay C. Flippen : Dan Chancellor
- Nancy Kulp : Hazel Gingras
- Dennie Moore : Bea Gingras

## Récompenses et distinctions
- Nomination à l'Oscar de la meilleure création de costumes.